# 湯姆森 (伊利諾伊州)
湯姆森（英語：Thomson）是位於美國伊利諾伊州卡洛爾縣的一個村落。

## 地理
湯姆森的座標為41°57′31″N 90°05′56″W / 41.95861°N 90.09889°W，而該地最高點為海拔高度182米（即597英尺）。

## 人口
根據2010年美國人口普查的數據，湯姆森的面積為6.20平方千米，當中陸地面積為6.20平方千米，而水域面積為0.00平方千米。當地共有人口590人，而人口密度為每平方千米95人。